# ESPN
ESPN («И-эс-пи-эн», изначально Entertainment and Sports Programming Network) — американский международный базовый кабельный спортивный канал, принадлежащий компании ESPN Inc., которой совместно владеют The Walt Disney Company (80 %) и Hearst Communications (20 %). Компания была основана в 1979 году Биллом Расмуссеном вместе с его сыном Скоттом Расмуссеном и Эдом Иганом.
По состоянию на ноябрь 2021 года ESPN охватывает около 76 миллионов телевизионных домохозяйств в США — на 24 % меньше, чем почти десять лет назад. Помимо основного канала и семи сопутствующих каналов в США, ESPN вещает более чем в 200 странах.

## История
Билл Расмуссен придумал концепцию ESPN в мае 1978 года, после того как его уволили с работы в клубе «Нью-Инглэнд Уэйлерс». Билл и его сын Скотт (которого также уволили из «Уэйлерс») сначала арендовали офисное помещение в Плейнвилле, Коннектикут. Однако план по размещению там ESPN был приостановлен из-за местного постановления, запрещающего устанавливать на крышах зданий спутниковые антенны. Свободная земля для строительства собственного объекта была быстро найдена в Бристоле, Коннектикут (где штаб-квартира канала находится и по сей день), а финансирование покупки недвижимости было предоставлено компанией Getty Oil, которая 22 февраля 1979 года приобрела 85 % акций компании у Билла Расмуссена в попытке диверсифицировать бизнес. Это помогло укрепить доверие к зарождающейся компании, однако все ещё оставалось много сомневающихся в жизнеспособности концепции спортивного канала. Ещё одним событием, которое помогло укрепить доверие к ESPN, стало заключение рекламного соглашения с Anheuser-Busch весной 1979 года; компания вложила 1 миллион долларов, чтобы стать «эксклюзивным пивом, рекламируемым в сети».
ESPN начал свою работу 7 сентября 1979 года, начав с первой телепередачи, которая стала главной программой канала — SportsCenter. Записанный на пленку перед небольшой живой аудиторией в студии в Бристоле, он был показан 1,4 миллионам абонентов кабельного телевидения по всей территории США.
ESPN называет себя «Мировым лидером в спорте». В основном на канале транслируют живые или записанные трансляции игр, а также ориентированные на спорт новостные программы, ток-шоу и документальные фильмы.
Штаб-квартира канала располагается в США, город Бристоль, штат Коннектикут. Президент компании — Джордж Боденхаймер (англ. George Bodenheimer).
Канал входит в медиаконгломерат ESPN, который принадлежит на 80 % The Walt Disney Company и на 20 % Hearst Communications. Президент компании Джеймс Питаро.

## Бокс на ESPN
ESPN является одним из телеканалов, организующих и транслирующих бокс.
ESPN не в состоянии конкурировать с двумя крупнейшими телеканалами HBO и Showtime, поэтому довольствуется второстепенными боксёрскими поединками. В основном ESPN показывает бои начинающих боксёров, либо заканчивающих карьеру.
Неофициальный подсчёт очков ведёт известный эксперт в области бокса Тэдди Атлас.
Бокс транслируют 2 телеканала: современные бои идут по ESPN2, классические — по ESPN Classic.
Наиболее известные поединки, организованные телеканалом ESPN: Кэлвин Брок — Джамиль Макклайн, Рэй Остин — Султан Ибрагимов.

## UFC на ESPN
18 апреля в связи с пандемией коронавируса турнир UFC 249 не состоялся. Его отменили по требованию руководства ESPN.